# White Rock (Novo México)
White Rock é uma Região censo-designada localizada no estado americano de Novo México, no Condado de Los Alamos.

## Demografia
Segundo o censo americano de 2000, a sua população era de 6045 habitantes.

## Geografia
De acordo com o United States Census Bureau tem uma área de 18,6 km², dos quais 18,6 km² cobertos por terra e 0,0 km² cobertos por água] White Rock localiza-se a aproximadamente 1940 m acima do nível do mar.

## Localidades na vizinhança
O diagrama seguinte representa as localidades num raio de 20 km ao redor de White Rock.